# Grotea perplexa
Grotea perplexa är en stekelart som beskrevs av Slobodchikoff 1970. Grotea perplexa ingår i släktet Grotea och familjen brokparasitsteklar. Inga underarter finns listade i Catalogue of Life.